# 聖チェチリア (ドルチ)
『聖チェチリア』(せいチェチリア、露: Святая Цецилия、英: Saint Cecilia）は、17世紀イタリア・バロック期の画家カルロ・ドルチが晩年の1670-1671年ごろにキャンバス上に油彩で制作した絵画である。音楽家や歌手、詩人の守護聖女である聖チェチリアを主題としている。作品は、サンクトペテルブルクのエルミタージュ美術館に所蔵されている。また、この絵画の類似した複製が様々なコレクションで見られる。

## 作品
ドルチは生地フィレンツェでその生涯のほとんどを過ごしたが、その作品は17世紀ヨーロッパ各地で名声を得た。彼は子供のころから敬虔なキリスト教徒で、その信仰心が彼の芸術の原動力となっていた。ドルチの友人で伝記作者のフィリッポ・バルディヌッチは、絵を見る者が自分と同様に敬虔な信仰心を抱くよう、宗教的な主題しか描かないことをドルチが誓ったと伝えている。

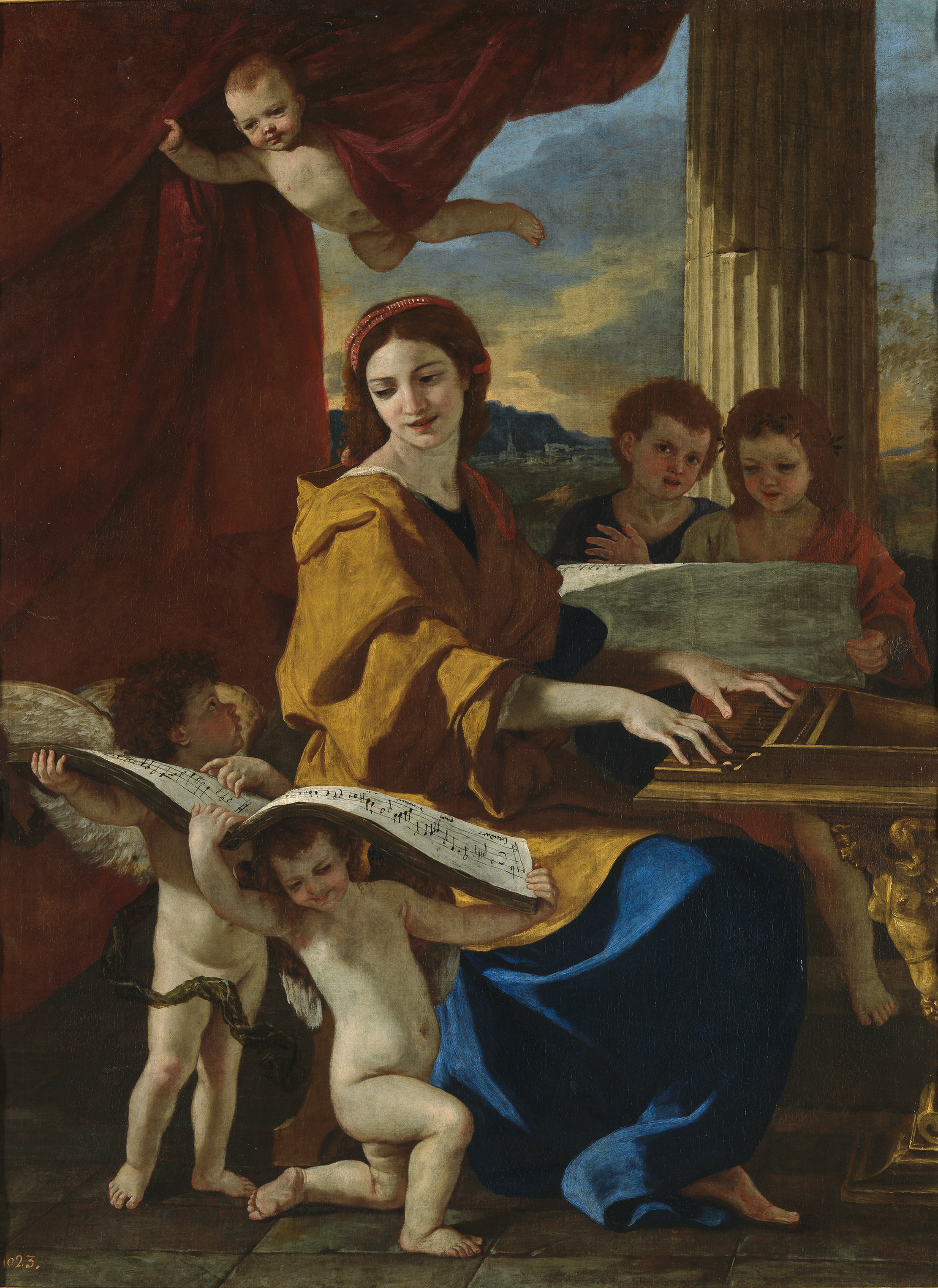
プッサン『聖チェチリア』 (1625年ごろ)、プラド美術館、マドリード

本作に描かれる聖チェチリアは音楽の守護聖女であり、ローマには彼女の名を冠した音楽院がある。3世紀の古代ローマ時代に生きた聖チェチリアは、神に身を捧げる若い女性であった。彼女は、ワレリアン (Valerian) と結婚した日に彼を真の信仰へと改宗させ、貞節な結婚へと導いた。ヤコブス・デ・ウォラギネの『黄金伝説』によると、彼女は西暦200年にわずか23歳で夫とともに殉教した。後世、彼女には音楽に身を捧げたというイメージが加わり、絵画では中世に流行したオルガンとともに描かれることが多い。
ドルチは、聖チェチリアを当時流行したデザインの豪華なサテン製ドレスを纏った富裕な貴族の娘として描いている。ほかの多くの作品同様、本作でも聖チェチリアは彼女の象徴とされるオルガンの鍵盤を弾いている。
なお、イングランドのチャールズ・チョーンシー・コレクションには、1759年に銅版画化された同一の構図の作品がかつて所蔵されていた。エルミタージュ美術館の本作とは細部まで一致しているので、両作品は同一のものと考えられる。